# Elsa Nyholm
Elsa Cecilia Nyholm, född Tufvesson, född 15 januari 1911 i Östra Broby, död 1 oktober 2002 i Lund, var en svensk botaniker specialiserad på bryologi (mossor).
Nyholm hade i unga år ett naturintresse, men gavs inte möjlighet att fortsätta till studentexamen, utan fick istället utbildning vid slöjdskola och hushållsskola. 1932 började hon arbeta som tekniskt biträde vid Botaniska museet i Lund. Hon ansåg att det saknades en modern mossflora för norra Europa, och kunde genom stöd från Naturvetenskapliga forskningsrådet arbeta under perioden 1954 till 1964 med Illustrated Moss Flora of Fennoscandia. 1964 blev hon intendent på mossherbariet vid Naturhistoriska riksmuseet.
Under 1980-talet påbörjade hon arbetet med en bladmossflora över de nordiska länderna med en större geografisk täckning än den tidigare, Illustrated Flora of Nordic Mosses. Den kom dock inte att färdigställas före hennes död.
Nyholm promoverades 1969 till hedersdoktor vid Lunds universitet.